# Capelage
Dans le vocabulaire maritime, le capelage représente l'ensemble des boucles des manœuvres qui embrassent la tête d'un mât, d'une vergue. 
Capeler a pour objet essentiel de relier plusieurs cordages en tête de mât (au cap = à la tête). Par extension, c'est aussi bien s'habiller, assujettir un objet comme une voile, un paquet, etc. L'action inverse est le décapelage. 
La demi clef à capeler est un composant des nœuds de base (nœud de cabestan =  deux demi-clefs) qui peut assurer un coincement si un des brins est en tension.
En plongée, le capelage est le fait de revêtir, d'ajuster et de verrouiller le gilet stabilisateur (la stab), gilet-bouée supportant le bouteille de plongée (le bloc) (synonyme : brêlage vocabulaire terrestre).